# Ron Hainsey
Ronald Martin Hainsey (ur. 24 marca 1981 w Bolton, Connecticut) – amerykański hokeista, gracz ligi NHL, reprezentant Stanów Zjednoczonych.

## Kariera klubowa
- Québec Citadelles (2001-2002)
- Montreal Canadiens (2002-2004)
  -  Hamilton Bulldogs (2002-2005)
- Columbus Blue Jackets (2005-2008)
- Atlanta Thrashers (2008-2011)
- Winnipeg Jets (2011-12.09.2013)
- Carolina Hurricanes (12.09.2013-23.02.2017)
- Pittsburgh Penguins (23.02.2017-01.07.2017)
- Toronto Maple Leafs (01.07.2017-

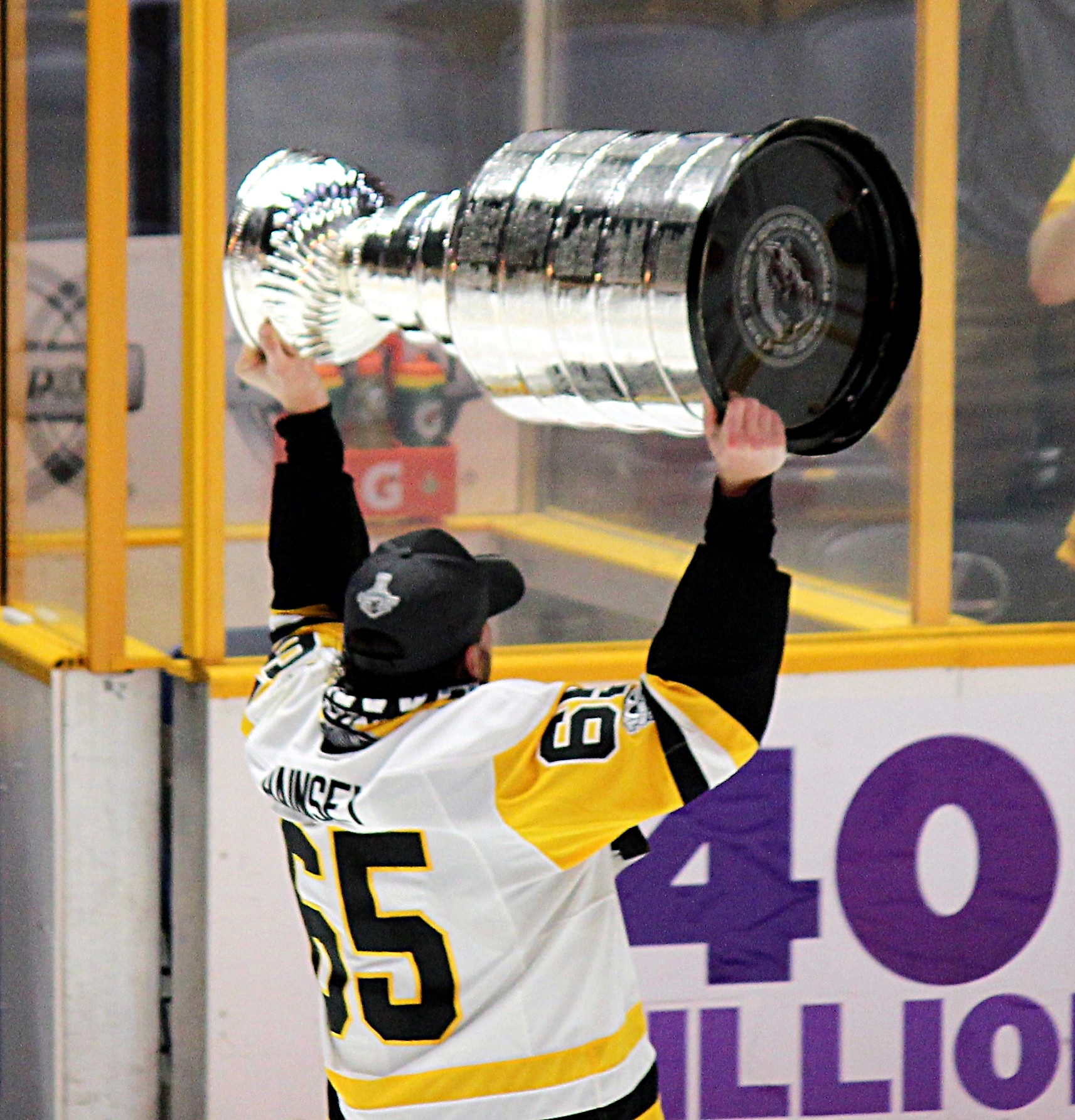
11.06.2017
Z Pucharem Stanleya

## Kariera reprezentacyjna
- Reprezentant USA na MŚJ U-18 w 1999
- Reprezentant USA na MŚJ U-20 w 2000
- Reprezentant USA na MŚJ U-20 w 2001
- Reprezentant USA na MŚ w 2009

## Sukcesy
Klubowe
- Puchar Stanleya z zespołem Pittsburgh Penguins w sezonie 2016-2017